# Конуи
 Ко̀нуи  (на уелски: Conwy) е административна единица в Уелс, със статут на графство-район (на английски: county borough). Административната единица е създадена със Закона за местното управление от 1994 г. Областта е разположена в Северен Уелс и граничи с Гуинед на запад и Денбишър на изток. Конуи се намира на територията на историческите графства Денбишър и Карнарвъншър.

## Градове
- Абергеле
- Дегануи
- Колуин Бей
- Конуи
- Ландидно
- Ландидно Джънкшън
- Ланруст
- Ланвайрвехан
- Оулд Колуин
- Пенмайнмаур